# Siro Andrea Carli
Siro Andrea Carli (Sanremo, 7 luglio 1797 – Sanremo, 11 marzo 1857) è stato un politico italiano.

## Biografia
Fu a lungo Sindaco di Sanremo, e Deputato del Regno di Sardegna per due legislature, eletto nel collegio di Sanremo.